# Трубийлівка
Трубийлівка — річка в Україні, у Кагарлицькому й Обухівському районах Київської області. Права притока Поточки (басейн Дніпра).

## Опис
Довжина річки приблизно 7 км.

## Розташування
Бере початок у селі Калинівці. Тече переважно на південний схід через Горобіївку і у селі Кип'ячка впадає в річку Потоку, ліву притоку Росави.